# Eine Frau für drei
Eine Frau für drei ist eine vom Fernsehen der DDR produzierte Komödie von Jochen Thomas aus dem Jahr 1989 mit Arno Wyzniewski und Herbert Köfer in den Hauptrollen.

## Handlung
Der zweifach geschiedene Familienvater Walter sucht für sich eine neue Frau, die ihm nicht nur im Haushalt, sondern auch bei der Erziehung seines einzigen Sohnes Peter unter die Arme greifen soll. Er gibt kurzerhand eine Heiratsannonce auf, doch die sich darauf meldenden Bewerberinnen lässt dessen Vater Paul rasch abblitzen, weil er seine Ruhe und die Dreier-WG mit Sohn und Enkel gefährdet sieht. Walter versteht gar nicht, weshalb die Frauen sich alle von ihm abwenden. Doch seine Liebessuche gerät in den Hintergrund, als sein Sohn Peter mit der Tochter seiner Lehrerin Frau Grabowski etwas anfängt, denn die ist auf ihn und seinen Sohn nicht gerade gut zu sprechen. Walter befürchtet, dass seinem Sohn die Delegierung zur Erweiterten Oberschule und zum Abitur verwehrt werden könnte, weil seine Lehrerin sich dagegen aussprechen könnte. Er fordert Peter auf, sich bei Frau Grabowski zu entschuldigen, was er aber nicht einsieht und so geht sein Vater diesen Schritt. Doch der erhoffte Erfolg bleibt aus, denn die Lehrerin bleibt so abweisend, wie zuvor. Walter tröstet sich mit der jungen und attraktiven Physiotherapeutin Wolf, die ihn überraschend besucht, obwohl sein Vater sie zuletzt verprellt hatte. Als Paul das mitbekommt, versucht er erneut manipulativ einzugreifen. Er nutzt eine kurze Abwesenheit von Walter aus, um ihn vor der jungen Frau schlecht zu reden. Zudem benimmt er sich etwas flegelhaft und so ergreift sie schon bald die Flucht. Er behauptet sogar, Walter wäre ein schwerer Alkoholiker, was zufällig Frau Grabowski zu erfahren bekommt, sodass sie ihrer Tochter sofort den Umgang mit Peter verbietet. Das empört seinen Vater derart, dass er sofort die Lehrerin aufsucht, um die Sache aus der Welt zu schaffen. So kommt Walter dahinter, dass sein eigener Vater diese Verleumdung in die Welt gesetzt hat, um die Frauen von ihm fernzuhalten. Frau Grabowski imponiert letztendlich die Courage, die Walter Ritter an den Tag legt und so schlägt die anfängliche Feindseligkeit zwischen den beiden am Ende in Sympathie um.

## Produktion
Der Film erlebte am 3. September 1989 im 1. Programm des Fernsehens der DDR seine Erstausstrahlung. Regisseur Jochen Thomas ist in der Nebenrollen des klavierspielenden George Krause zu sehen.